# Васил Пармаков
Васил Петров Пармаков е български джаз пианист, композитор и писател.

## Биография
Роден е на 30 септември 1961 година в София в семейство на музиканти, негова майка е джаз певицата Ани Пармакова. Завършва Българската държавна консерватория и от 1984 година свири в различни групи, като „Подуене блус бенд“, и композира, включително музика за филми, като „Клиника на третия етаж“. През 1994 година издава първия си солов албум „Lombroso“, по-късно основава групата „Зона Ц“. През 2011 година издава сборника „Аз и майор Блюхер“.
Умира на 21 май 2016 г. в София.